# 比嘉阿羅哈
比嘉阿羅哈（日语：／ Higa'aroha，2月10日—），日本女性漫畫家。出身於京都府。

## 經歷
2006年，比嘉阿羅哈以在《月刊flowers》（小學館）2006年4月號上發表的《白熊咖啡廳》首次亮相，並在第22屆漫畫試鏡中獲得銀花獎。同一作品於2012年改編成電視動畫，由於動畫改編過程中編輯部出現問題。該作品從7月號開始自主中斷。她在Twitter上宣布無限期中斷，雖然在7月28日發行的9月號恢復，但最終在2013年連載終了。次年，2014年，作品轉移到《Cocohana》（集英社），並在那裡繼續連載。
她在大阪設計師專門學校擔任兼職講師。

## 作品列表

### 漫畫
- 白熊咖啡廳（《月刊flowers》2006年—2013年5月）單行本全5冊
  - 白熊咖啡廳today's special（《Cocohana（日语：Cocohana）》2014年—連載中）
- （《凛花》2007年）

### 插圖
- 綜合教育技術（日语：教育技術 (雑誌)）（2010年—2011年）封面

### 演出
- 白熊咖啡廳（2012年11月1日）—飾 豪豬後援會[注 1]

## 腳註

## 外部連結
- （日語）—比嘉阿羅哈的官方個人部落格。
- 比嘉阿羅哈的X（前Twitter） （日語）
- 月刊flowers的專訪 （日語）